# Pélussin
Pélussin est une commune française située dans le département de la Loire en région Auvergne-Rhône-Alpes. Pélussin est constitué de trois quartiers : Notre-Dame, Les Croix et tout en haut, Virieu.
Sur le flanc oriental du massif du Pilat, s'étagent en amphithéâtre les communes qui forment le canton de Pélussin.

## Géographie
La commune est située en bordure du plateau oriental du massif du Pilat. Elle surplombe la vallée du Rhône et fait partie du parc naturel régional du Pilat. L'altitude moyenne de Pélussin est d'environ 450 mètres, mais le village s'étage en pente très rapide depuis la profonde vallée du Rhône (140 m) jusqu'au crêt de l'Œillon (1 365 m).

### Climat
Pour des articles plus généraux, voir Climat d'Auvergne-Rhône-Alpes et Climat de la Loire.
En 2010, le climat de la commune est de type climat océanique altéré, selon une étude du Centre national de la recherche scientifique s'appuyant sur une série de données couvrant la période 1971-2000. En 2020, Météo-France publie une typologie des climats de la France métropolitaine dans laquelle la commune est exposée à un climat de montagne ou de marges de montagne et est dans la région climatique Nord-est du Massif Central, caractérisée par une pluviométrie annuelle de 800 à 1 200 mm, bien répartie dans l’année.
Pour la période 1971-2000, la température annuelle moyenne est de 11,3 °C, avec une amplitude thermique annuelle de 17,5 °C. Le cumul annuel moyen de précipitations est de 840 mm, avec 8,8 jours de précipitations en janvier et 6,1 jours en juillet. Pour la période 1991-2020, la température moyenne annuelle observée sur la station météorologique de Météo-France la plus proche, « Pilat Graix », sur la commune de Graix à 12 km à vol d'oiseau, est de 8,0 °C et le cumul annuel moyen de précipitations est de 1 019,3 mm,. Pour l'avenir, les paramètres climatiques de la commune estimés pour 2050 selon différents scénarios d'émission de gaz à effet de serre sont consultables sur un site dédié publié par Météo-France en novembre 2022.

## Urbanisme

### Typologie
Au 1er janvier 2024, Pélussin est catégorisée bourg rural, selon la nouvelle grille communale de densité à sept niveaux définie par l'Insee en 2022.
Elle appartient à l'unité urbaine de Pélussin, une agglomération intra-départementale regroupant six  communes, dont elle est ville-centre,,. La commune est en outre hors attraction des villes,.

### Occupation des sols
L'occupation des sols de la commune, telle qu'elle ressort de la base de données européenne d’occupation biophysique des sols Corine Land Cover (CLC), est marquée par l'importance des forêts et milieux semi-naturels (52,5 % en 2018), une proportion identique à celle de 1990 (52,5 %). La répartition détaillée en 2018 est la suivante : 
forêts (51,8 %), zones agricoles hétérogènes (27 %), prairies (13,1 %), zones urbanisées (4,6 %), terres arables (2 %), cultures permanentes (0,8 %), milieux à végétation arbustive et/ou herbacée (0,7 %). L'évolution de l’occupation des sols de la commune et de ses infrastructures peut être observée sur les différentes représentations cartographiques du territoire : la carte de Cassini (XVIIIe siècle), la carte d'état-major (1820-1866) et les cartes ou photos aériennes de l'IGN pour la période actuelle (1950 à aujourd'hui).

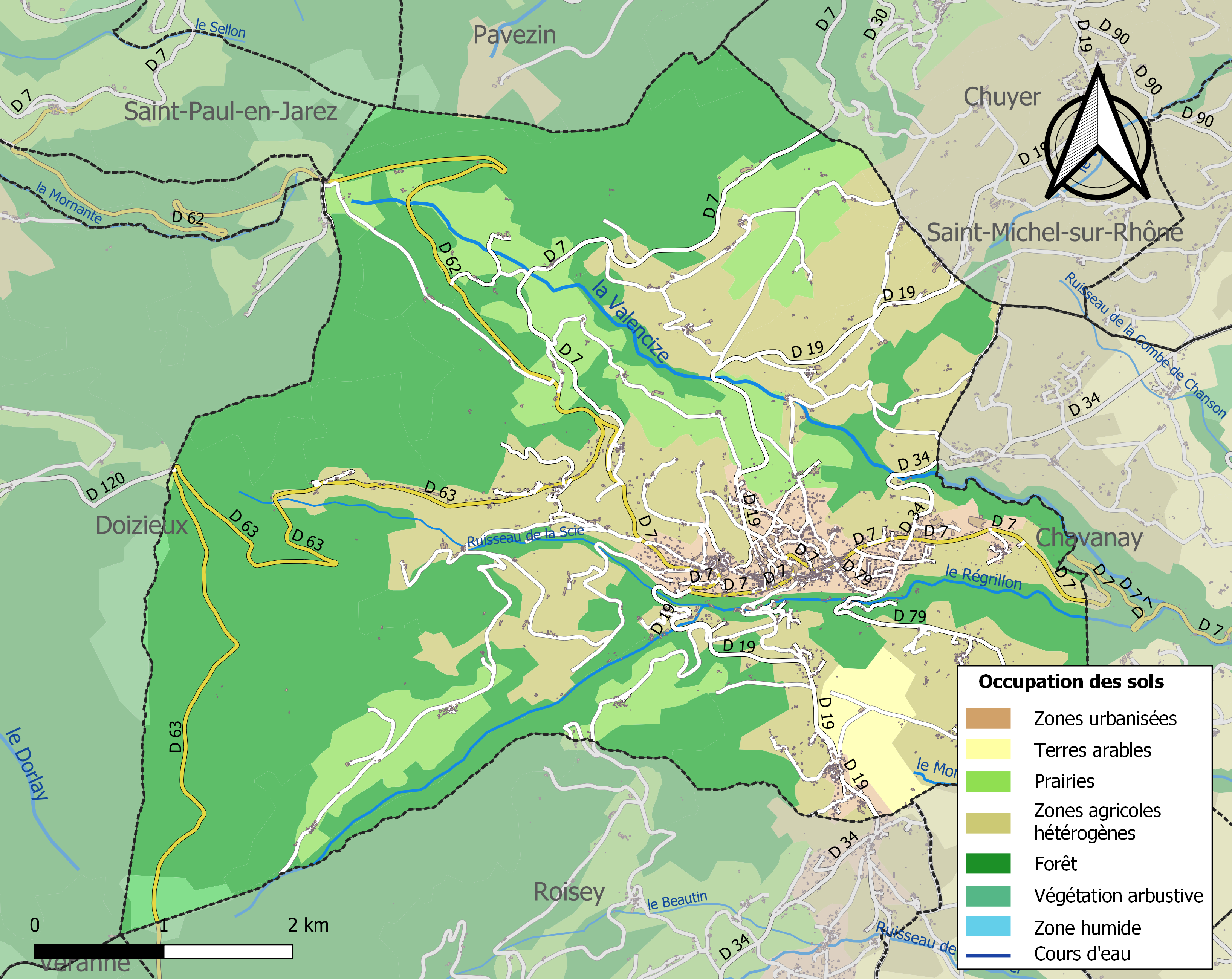
Carte des infrastructures et de l'occupation des sols de la commune en 2018 (CLC).

## Étymologie
Pélussin tirerait son nom du fruit du prunellier, appelé pelosse, très abondant dans la région.

## Histoire

### L’époque romaine

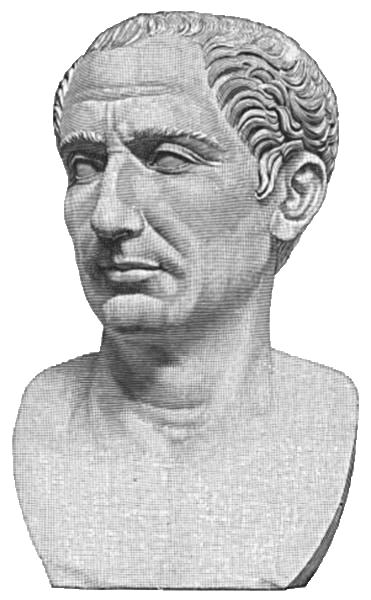
Jules César.

Jules César, lors de sa conquête de la Gaule, chassa les Allobroges de Vienne qui devint Colonia Julia. Dès l'assassinat de César en l'an 44, les Allobroges reprirent leur cité aux Romains. Les Romains exilés de Vienne s'en allèrent fonder la ville de Lyon (Lugdunum).
Les Romains soignaient l'alimentation en eau de leurs villes, et furent rapidement attirés par l'eau cristalline et pure de la montagne. Au Ier ou au IIe siècle, les ingénieurs impériaux construisirent, du Pilat à Lugdunum, l'aqueduc du Gier. Cet aqueduc de 80 km comportait de nombreux ouvrages d'art, et surtout ce qui le rend unique dans le monde romain : quatre siphons dont un qui traverse en souterrain la vallée de la Durèze.
En 177 débutèrent à Lugdunum les persécutions des chrétiens. La légende rapporte qu'à cette époque, un petit groupe de chrétiens vint se réfugier dans les montagnes et, plus précisément, à Pulicinus ultra rhodanum (Pélussin) où ils fondèrent l'église de Notre-Dame-sous-Terre. En 280, l'empereur Probus autorisa l'extension de la culture de la vigne hors d'Italie et la vigne, dès lors, se développa sur les versants bien orientés du Pilat comme à Condrieu et à Chavanay. De l'époque romaine, le Pilat hérite aussi de la culture des pruniers, des châtaigniers, des pêchers et des cerisiers.

### L’an mil

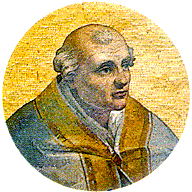
Calixte II.

L'histoire écrite du Pilat des années mille est surtout ecclésiastique avec trois fondations religieuses :
- le prieuré de Saint-Sauveur-en-Rue fondé en 1061 par Artaud d'Argental et consacré en 1100 par Gui de Bourgogne, archevêque de Vienne et futur pape Calixte II.
- l'abbaye de Valbenoîte, à Saint-Étienne, en 1184, par la volonté de Benoîte de la Valette et par essaimage de l'abbaye cistercienne de Bonnevaux en Dauphiné.
- et, en 1280, fondation de la chartreuse de Sainte-Croix en Pilat par Béatrix de la Tour en souvenir de son mari Guillaume de Roussillon mort en croisade à Saint-Jean-d'Acre.

Le Pilat et la Savoie se disputent le lieu de naissance de Pierre de Tarentaise : né en 1224 à Tarentaise à côté du Bessat, il devait devenir pape sous le nom d'Innocent V. Il mourut en Italie à Arezzo en 1276.
Outre le village-chartreuse de Sainte-Croix, on peut admirer les éléments romans de l'église de Bourg-Argental ou la chapelle de Jurieu près de Sainte-Croix.
En 1324, Malleval connaît son heure de gloire avec le mariage de Renaud de Forez et de Marguerite de Savoie. Celui-ci, fils cadet de Jean de Forez, se destinait d'abord à la prêtrise mais cet état ne lui permettant pas d'assouvir ses ambitions, il renonça à l'état ecclésiastique pour pouvoir d'abord se marier et ensuite jouir de la dot de sa femme. Devenu riche, il n'eut de cesse d'agrandir son domaine par l'achat des paroisses de Chavanay et de Pélussin et d'embellir son château et sa ville de Malleval qui comporta à son apogée jusqu'à 300 maisons. Malheureusement, cette période fut de courte durée : Renaud ne laissa pas d'héritier et devint fou après avoir été fait prisonnier à la bataille de Brignais (en 1361 cette bataille opposa les troupes royales aux Tard-Venus, bande de brigands qui écumait le royaume de France à la fin de la guerre de Cent Ans). De fait, la capitale du Forez-viennois fut transférée à Bourg-l'Argental.

### Les guerres de religion et l'arrivée de l'industrie de la soie
Elles laissèrent de nombreuses traces dans le Pilat, qui se trouvait à une « frontière » religieuse avec, au sud, les protestants d'Annonay et, au nord, à Lyon et Vienne, les catholiques.
Parmi toutes les batailles et trahisons de cette période, on retiendra le nom de la bataille du Bessat qui, en 1572, opposa les deux camps et, surtout, la fin de Malleval qui dut son déclin à Jean de Fay, seigneur de Virieu.
Dans un premier temps, Jean de Fay, catholique, combattit la réforme en Languedoc. Puis, devenu protestant, au moment des désordres créés par la guerre, il écuma la région du Pilat avec ses troupes à partir de Malleval. Pour mettre fin à tous ces pillages, en 1574, Christophe de Saint-Chamond, gouverneur du Vivarais, démantela maisons, murailles et le château de Malleval sur ordre royal, puis dut s'incliner à la suite du compromis signé le 25 avril 1574 au château de la Condamine entre les catholiques, Jean de Fay, mandaté par le roi Henry III et la ville protestante d'Annonay. Le roi nomma alors André de Harenc, protestant et seigneur du château de la Condamine, qui avait épousé six semaines plus tôt la fille de Jean de Fay, commandant chargé des places du château de Virieu et Annonay.

### Les soyeux italiens, protégés des seigneurs de Tournon et Virieu
À la même époque, l'industrie de la soie s'installait dans le Pilat avec Antoine Gayotti dont la famille avait des moulins à Bologne dès le milieu du XVe siècle, et qui s'installa dans le piémont italien, puis en 1536 à La Valla-en-Gier, aux sources du Gier, et enfin à Saint-Chamond. Gayotti était sous la protection de Just de Tournon, baron de Tournon, comte de Roussillon et bailli du Vivarais.
Gayotti fut suivi par ses compatriotes Pierre Benay, Horace Benay en 1572, et son fils Jean-Antoine Benay s'installa à Virieu en 1586, pour bénéficier de la protection du château de Virieu qui avait été reconstruit par Jean de Fay, revenu à la religion catholique, dans un souci d'apaisement et le but de permettre le retour à une vie pacifique dans cette région où vivaient beaucoup d'artisans. Jean de Fay peut ainsi protéger l'émigré bolonais et l'autorisa à exercer son industrie de la filature de la soie, grâce à une concession, épisode raconté dans les annales de la Société d'agriculture, industrie, sciences, arts et belles-lettres du département de la Loire.

### Le siècle deLouis XIV
L'industrie de la soie permit à Pélussin et sa région de prospérer. L'activité différait de l'agriculture dans la ville, les Pélussinois étaient alors plus indépendant des mauvaises récoltes. À cette époque, les famines étaient difficilement combattues. L'industrie de la soie permit donc aux Pélussinois de vivre mieux que ceux qui dépendaient des caprices du temps.
L'exode rural se fit sentir malgré l'industrie naissante. En tout état de cause, dans sa globalité, la population du Pilat diminua tout au long du XVIIe siècle.
En août 1769, Jean-Jacques Rousseau vient herboriser dans les parages, mais sa récolte ne fut pas très heureuse car il était venu à la mauvaise saison.

### La guerre des Clochers
Le XIXe siècle fut marqué, à Pélussin, par la guerre des Clochers. À cette époque, l'église paroissiale étant trop petite, il fut décidé de construire une nouvelle église à mi-chemin entre les quartiers de Notre-Dame et de Virieu. Les habitants de Notre-Dame tentèrent de s'opposer à cette décision, ils allèrent même jusqu'à monter la garde autour de l'ancienne église, cacher la cloche dans un puits, menacer de changer de religion en faisant venir un pasteur protestant. Le calme revint lorsque la décision fut prise de séparer Pélussin en deux paroisses : Notre-Dame et Saint-Jean.

### La Galoche

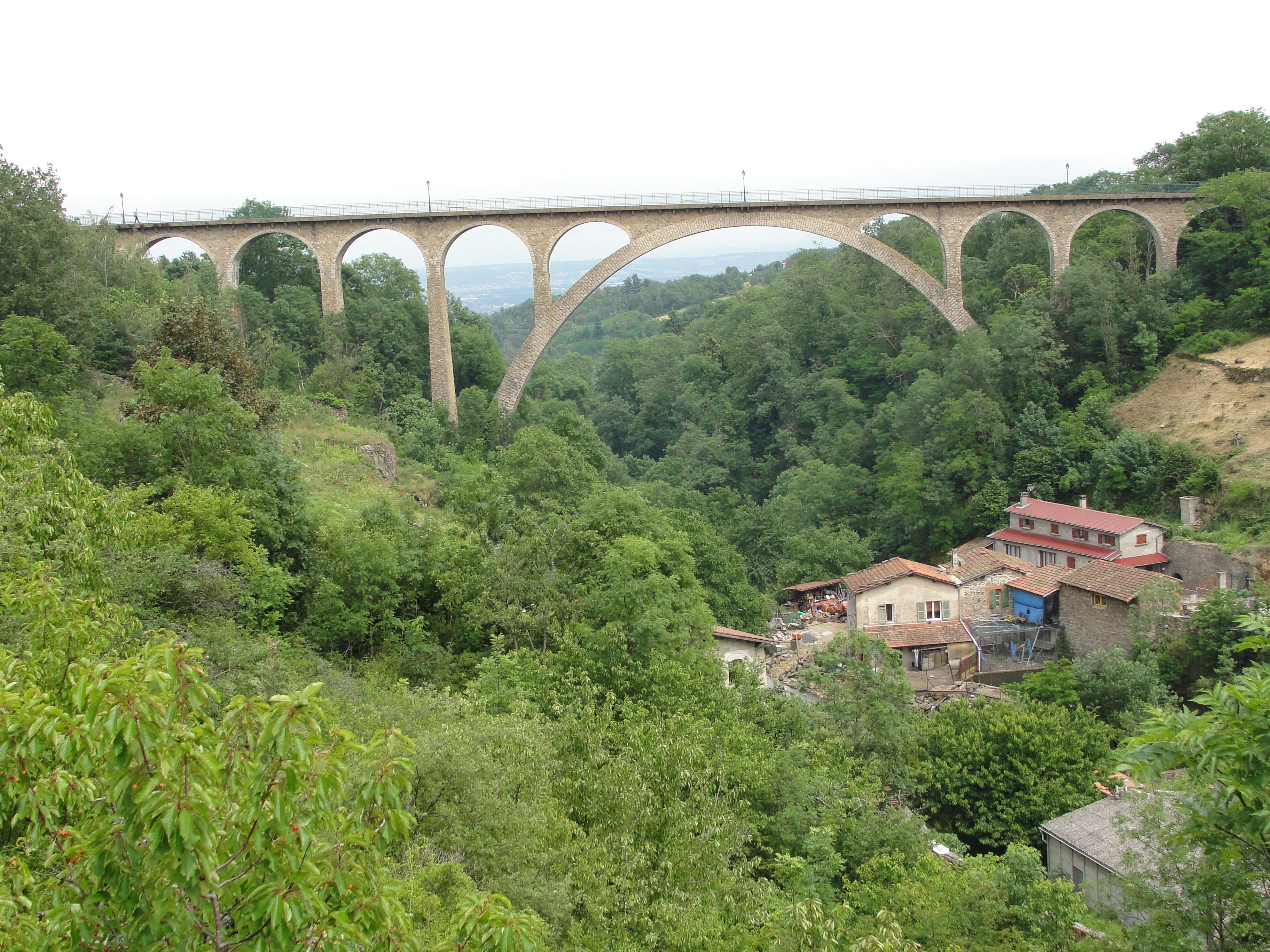
Ancien viaduc du CFDL construit par François Mercier.

En 1883, la population du Pilat ayant augmenté et tous les bras ne pouvant être employés, le conseil régional de la Loire décida la création d'une ligne de chemin de fer de Saint-Étienne à Pélussin, concédée en 1893 aux Chemins de fer départementaux de la Loire (CFDL), pour permettre aux jeunes gens de s'engager dans les usines de la vallée du Gier.
Huit ans après, la Galoche arrivait à Pélussin. C'était un train plutôt rustique qui circulait sur une voie unique et sinueuse. De Saint-Étienne à Grand-Croix (la Bachasse), la Galoche empruntait la voie du Tramway puis, à la Terrasse, la voie décrivant un rebroussement, il fallait procéder à un changement de locomotive.
La vie du train fut émaillée de nombreux incidents. Deux accidents particulièrement graves furent à déplorer : le 6 février 1910, la Galoche percuta un tramway à l'Horme (bilan : 1 mort et une vingtaine de blessés) ; le 1er juin 1912, à 21 h 15 en gare de Pélussin, le train sortit de ses rails et atterrit 7 mètres plus bas dans un champ de pommes de terre.
Le chemin de fer fut prolongé jusqu'à Maclas en 1917. Ce prolongement nécessita la construction de deux viaducs, le plus grand étant long de 170 m et haut de 58,5 m, et le plus petit long de 93 m et large de 4 m. Le train fut remplacé par un service de cars en 1931,.

### Les temps modernes

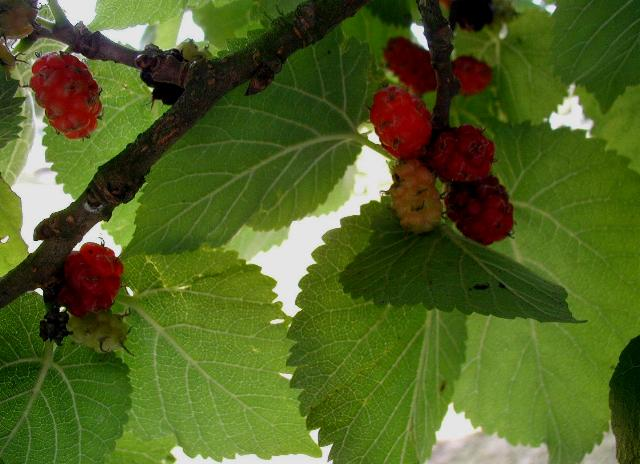
Mûrier.

Les XIXe et XXe siècles furent surtout les siècles de l'industrie. En effet, les habitants du Pilat domptèrent les rivières dévalant du crêt de l'Œillon pour créer de nombreuses usines de moulinage et de tissage. En 1840, 2 000 personnes travaillaient aux moulinages de soie et on comptait 16 000  mûriers. En 1905, cette activité employait plus 1 200 personnes, principalement des jeunes femmes qui venaient y constituer leur dot. Cette activité perdure jusqu'à nos jours sous la forme d'ateliers traditionnels ou de haute technologie.
Depuis la guerre, le travail de la soie déclinant, en 1983, un jeune ingénieur laitier dauphinois, Jean-Claude Guilloteau, inventeur d'un nouveau procédé de fabrication du fromage, choisit Pélussin pour installer la fabrication de son "Pavé d'Affinois". En pleine extension, cette industrie donne au pays un nouvel essor, en créant de nombreux emplois et portant le renom de qualité de Pélussin dans toute la France et à l'étranger.

## Musées
- Exposition d'art au château.

- Maison du parc naturel régional du Pilat.

## Ressources et productions

### Agriculture
- Vigne, vergers.
- Élevages bovins, porcins.
- Produits laitiers et fromageries (ex: rigotte de Pélussin, un chèvre).
- Fromagerie Guilloteau (PME de 250 salariés fabriquant le pavé d'Affinois)

### Education
- Collège Gaston Baty[22]
- Collège Saint-Jean, établissement catholique sous contrat cité dans le rapport parlementaire sur l'affaire Betharam[23],[24],[25]

### Vie locale
- Foire : 2 janvier, 3 février, 1er lundi de mars, 30 avril, 26 mai, 24 juin, 1er lundi de septembre.
- Marché le samedi (place de la Mairie), et le dimanche (place des Croix).
- Fête communale / Vogue (fête) : le dimanche suivant le 14 juillet.
- Fête de la Pomme : 11 novembre.
- Visites du château de Virieu.
- Le Hall Blues Club

### Loisirs / Tourisme
- FMP : Foot en Mont-Pilat
- UCP : Union Cycliste Pélussin (anciennement VC Pélussin), ancienne équipe professionnelle pendant une année, aujourd’hui en amateur avec comme président Xavier Brun.
- Piscine découverte et chauffée.
- Sentiers pédestres : sentiers GR7 et GR42.
- Camping-caravaning à la ferme. Gîtes ruraux. Chalets vacances.
- Artisanat : céramique et poterie, cuissons raku
- CinéPilat
- Médiathèque
- Le très honorable Sensei Chouny Ao, représentant pour la France du Gensei-Ryu, officie au dojo de Pélussin.
- RCP - Rugby Club du Pilat - Équipe senior et École de Rugby - Champion du Lyonnais 4e série 2013-2014 et 2015-2016
- BCP - Basket Club Pélussin
- Les petits Artistes : Activités manuelles pour enfants à partir de 6 ans.

## Politique et administration

### Liste des maires
| Période                                  | Période          | Identité                | Étiquette | Qualité                                                                                           |
| ---------------------------------------- | ---------------- | ----------------------- | --------- | ------------------------------------------------------------------------------------------------- |
| mai 1945                                 | mars 1959        | André Schneider         |           |                                                                                                   |
| mars 1959                                | 1967 (démission) | Pierre Jacques          | CNI       | Médecin Conseiller général (1964-1967)                                                            |
| 1967                                     | mars 1971        | Marie-Antoinette Pascal | SE        | Conseiller général (1967-1970)                                                                    |
| mars 1971                                | mars 1983        | Louis Soichey           |           |                                                                                                   |
| mars 1983                                | mars 2001        | Maurice Limonne         | DVD       | Conseiller général (1970-2008)                                                                    |
| mars 2001                                | août 2020        | Georges Bonnard         | DVD       | Retraité Conseiller général (2008-2015) Président de la communauté de communes du Pilat rhodanien |
| août 2020                                | En cours         | Michel Devrieux         | DVG       | Retraité                                                                                          |
| Les données manquantes sont à compléter. |                  |                         |           |                                                                                                   |

## Démographie
En 2022, la commune comptait 3 665 habitants. L'évolution du nombre d'habitants est connue à travers les recensements de la population effectués dans la commune depuis 1793. Une réforme du mode de recensement permet à l'Insee de publier annuellement les populations légales des communes à partir de 2006. Pour Pélussin, commune de moins de 10 000 habitants, les recensements ont lieu tous les cinq ans, les populations légales intermédiaires sont quant à elles estimées par calcul. Les populations légales des années 2004, 2009, 2014 correspondent à des recensements exhaustifs.
| 1793  | 1800  | 1806  | 1821  | 1831  | 1836  | 1841  | 1846  | 1851  |
| ----- | ----- | ----- | ----- | ----- | ----- | ----- | ----- | ----- |
| 3 120 | 3 290 | 3 034 | 3 194 | 3 240 | 3 055 | 3 511 | 3 651 | 3 751 |

| 1856  | 1861  | 1866  | 1872  | 1876  | 1881  | 1886  | 1891  | 1896  |
| ----- | ----- | ----- | ----- | ----- | ----- | ----- | ----- | ----- |
| 4 088 | 4 039 | 3 504 | 3 564 | 3 590 | 3 493 | 3 502 | 3 244 | 3 291 |

| 1901  | 1906  | 1911  | 1921  | 1926  | 1931  | 1936  | 1946  | 1954  |
| ----- | ----- | ----- | ----- | ----- | ----- | ----- | ----- | ----- |
| 3 111 | 3 381 | 3 311 | 3 410 | 3 272 | 3 269 | 3 005 | 2 617 | 2 698 |

| 1962  | 1968  | 1975  | 1982  | 1990  | 1999  | 2004  | 2006  | 2009  |
| ----- | ----- | ----- | ----- | ----- | ----- | ----- | ----- | ----- |
| 2 591 | 2 608 | 2 600 | 2 785 | 3 132 | 3 356 | 3 426 | 3 405 | 3 494 |

| 2014  | 2019  | 2022  | - | - | - | - | - | - |
| ----- | ----- | ----- | - | - | - | - | - | - |
| 3 737 | 3 738 | 3 665 | - | - | - | - | - | - |

## Culture locale et patrimoine

### Lieux et monuments

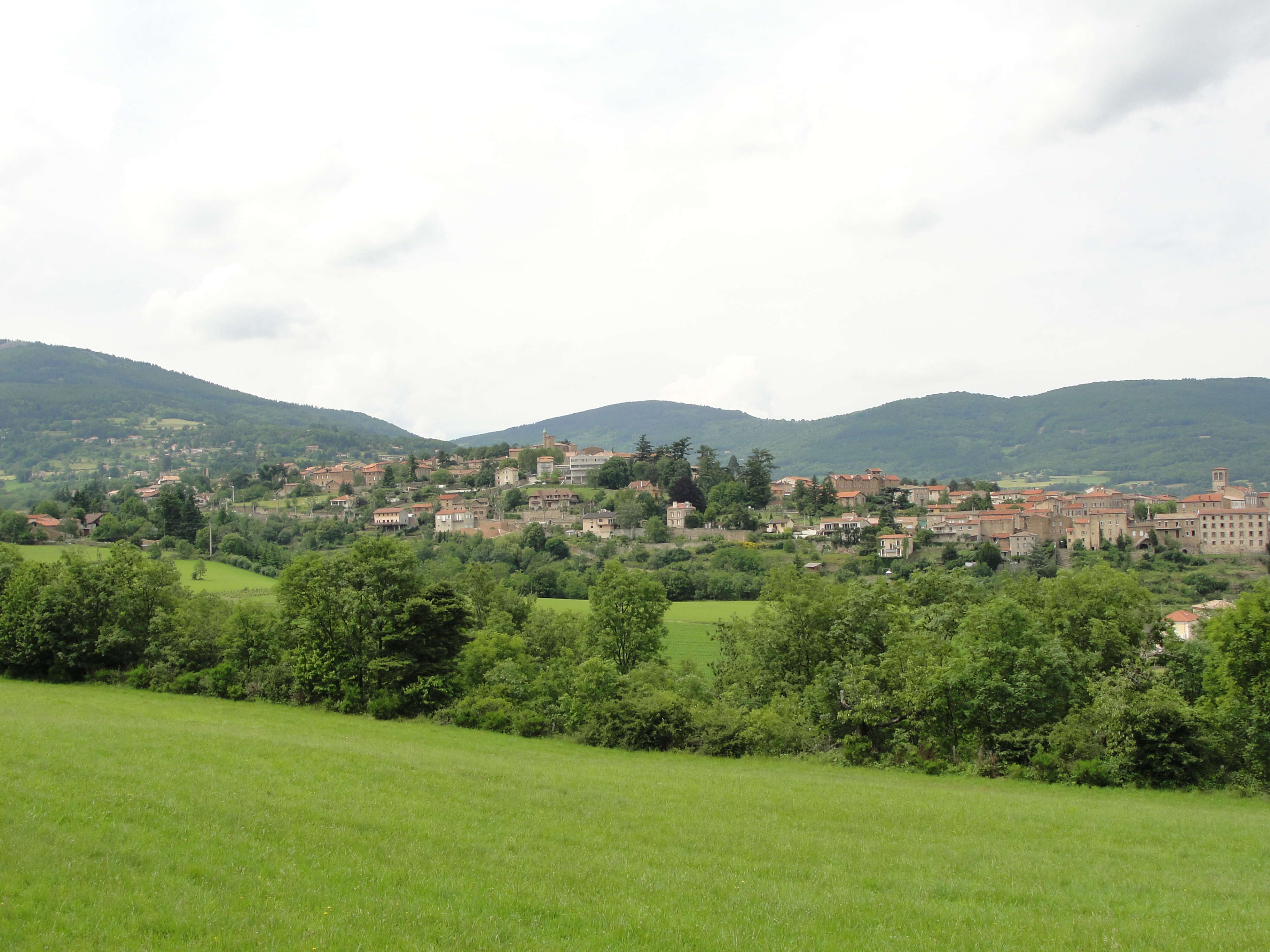
Le village vu depuis le sud.

Arrière du château de Virieu.

- Bourg ancien, halles du 16e en bois, portes anciennes, au quartier de Virieu (SI).
- Vieux château de Virieu XVIIe siècle et chapelle : tour ronde doublée d'une haute échauguette.
- Moulin de Virieu.
- Hospice : 2 reliquaires 17e, table Louis XVI.
- Vestiges du château féodal de La Valette.
- 2 grands viaducs du "tacot".
- Église de la Nativité-de-Saint-Jean-Baptiste de Pélussin, néo-romane reconstruite vers 1870, imposant bâtiment : gros clocher en façade, crypte romane, statue.
- Notre-Dame-sous-Terre XVIIe siècle, ciboire en argent.
- Chapelle de Virieu XVIIe siècle.
- Chapelle Sainte-Madeleine, vestiges d'un ermitage 17e.
- Croix de grès 16e à La Massé.
- Crêt de l'Oeillon (1365 m), panorama sur la vallée du Rhône et les Alpes.
- Col de la Croix de Montvieux (811 m), en limite nord-ouest du territoire communal et emprunté lors de la 18e étape du Tour de France 2008 et de la 13e étape du Tour de France 2014.
- Forêts de sapins.
- Parc naturel régional du Pilat - Maison du Parc (moulin de Virieu) : jardin d'observation, diaporama, espace enfant.

### Cinéma
Le film Effroyables Jardins, de Jean Becker, a en partie été tourné à Pélussin, sur la place des Croix.

### Personnalités liées à la commune
- L'abbé Joseph Paret, né en 1807 à Pélussin, fut un des pionniers de la Louisiane aux États-Unis et créateur de la paroisse de Bâton Rouge. Pendant la guerre de Sécession, il revint vivre dans sa famille à Virieu où il mourut en 1872[30].
- Alexandre Jullien, né à Lyon en 1823 et maire de Pélussin de 1852 à 1870. Député de la Loire, membre du conseil supérieur de l'Agriculture, membre du Conseil de la Banque de France, administrateur du Crédit lyonnais. En 1849, il épouse Hélène de Pommerol. Il fait construire la maison familiale en 1865. Il est également à l'origine de la construction du pont de Chavanay[31].
- Jean-Célestin Dervieux (1856), forgeron, militant anarchiste, né à Pélussin[32].
- Joseph Voron, originaire de Pélussin mais né à Lyon en 1874. Médecin accoucheur, professeur à la faculté de médecine, membre de l'Académie de Médecine, directeur de la maternité de l'Hôtel-Dieu et de la Charité à Lyon.
- André Jullien (1882-1964), cardinal, évêque, né à Pélussin.
- Gaston Baty, né à Pélussin le 26 mai 1885, fut le directeur du théâtre Montparnasse. Il meurt le 13 octobre 1952 dans sa maison de Pélussin à la Néranie, où il était également né 67 ans plus tôt. Passionné de marionnettes et membre du Cartel avec Charles Dullin, Louis Jouvet et Georges Pitoëff, il est l'un des hommes de théâtre français les plus importants du XXe siècle. Le collège de Pélussin porte son nom[33],[34].
- Henri Collomb, né en 1907 à Pélussin, adjoint au maire de Lyon, vice-président du conseil général du Rhône de 1959 à 1982, conseiller régional et député du Rhône.
- Jean Journot (1915,1997) écrivain et linguiste occitan.
- Hippolyte Berlier (1919-1992). Né dans la commune, Hippolyte Berlier fut ordonné prêtre en 1946. Il partit en mission à Niamey au Niger en 1950. Il fut ordonné évêque en 1961 par le pape Jean XXIII. Il le resta jusqu'en 1984. Décédé dans la ville d'Arlit, il a été inhumé au pied du clocher de la cathédrale de Niamey dont il avait suscité la construction[35].
- Michel Folliasson, né le 12 janvier 1925 à Pélussin. Membre de l'Académie des beaux-arts, Grand prix de Rome, architecte DPLG de l'École nationale supérieure des Beaux-Arts de Paris, et professeur de théorie et chef d'Atelier à l'École d'Architecture de Nancy (de 1957 à 1967), il est nommé architecte en chef des bâtiments civils et palais nationaux en 1969. Il a construit la préfecture du département de la Seine-Saint-Denis, l'ensemble expérimental et résidentiel de la Communauté Européenne du Charbon et de l'Acier au Creusot, l'usine modèle de laiterie à Auxerre, l'école d'architecture de Nancy, la tour Neptune, la Bibliothèque municipale de Metz, le Centre de thalassothérapie de Lorient, le siège du syndicat FO à Paris.
- Pierre Rivory (1945-), coureur cycliste, né à Pélussin.

### Héraldique
Le blason de Pélussin se décrit ainsi :
D'azur à la montagne de trois coupeaux (isolée de trois coupeaux rangés en fasce) d'argent, chacun sommé d'un sapin de sinople..
Blason à enquerre

## Galerie de photos

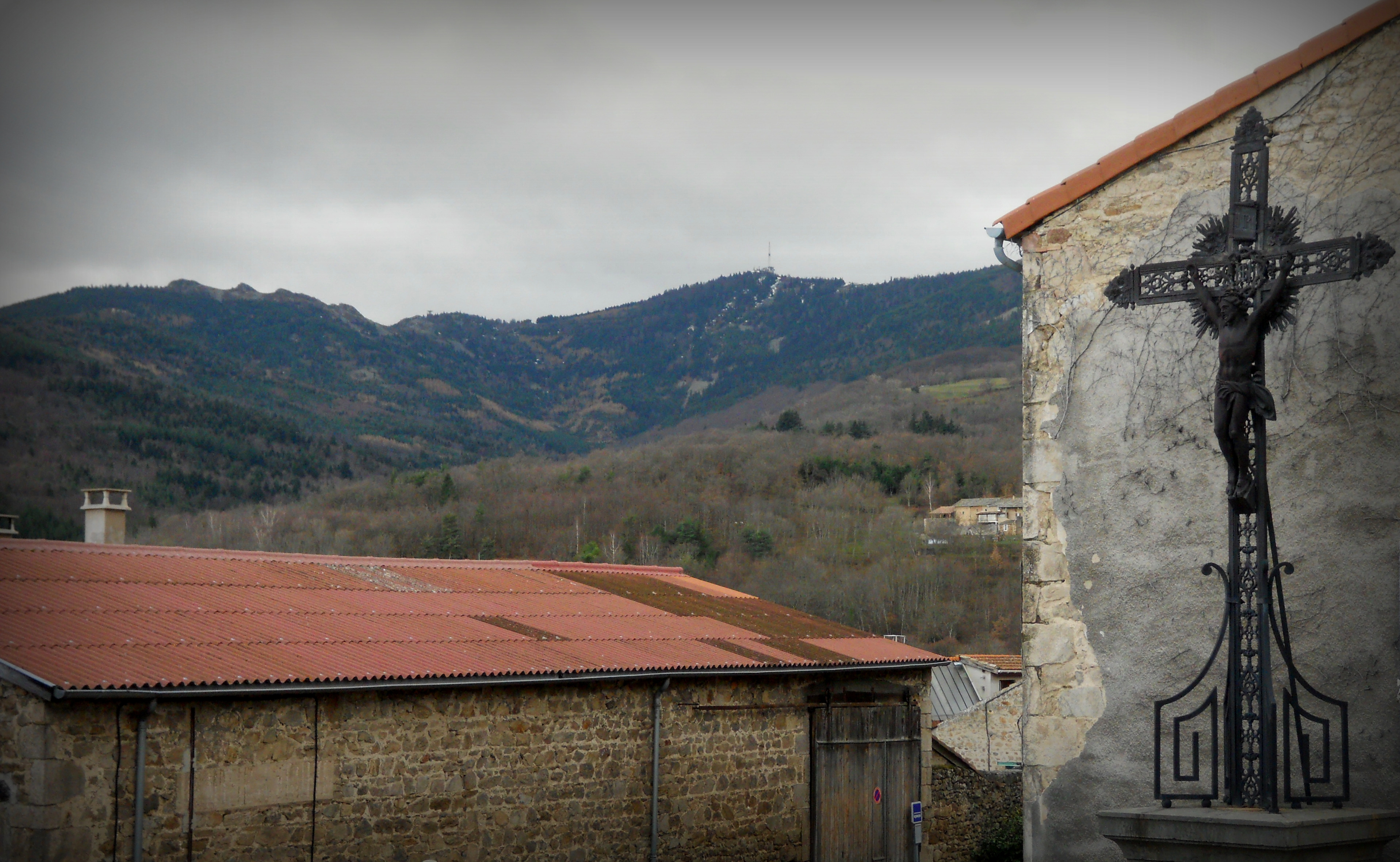
Vue sur le massif du Pilat et "les 3 dents" depuis Pélussin.
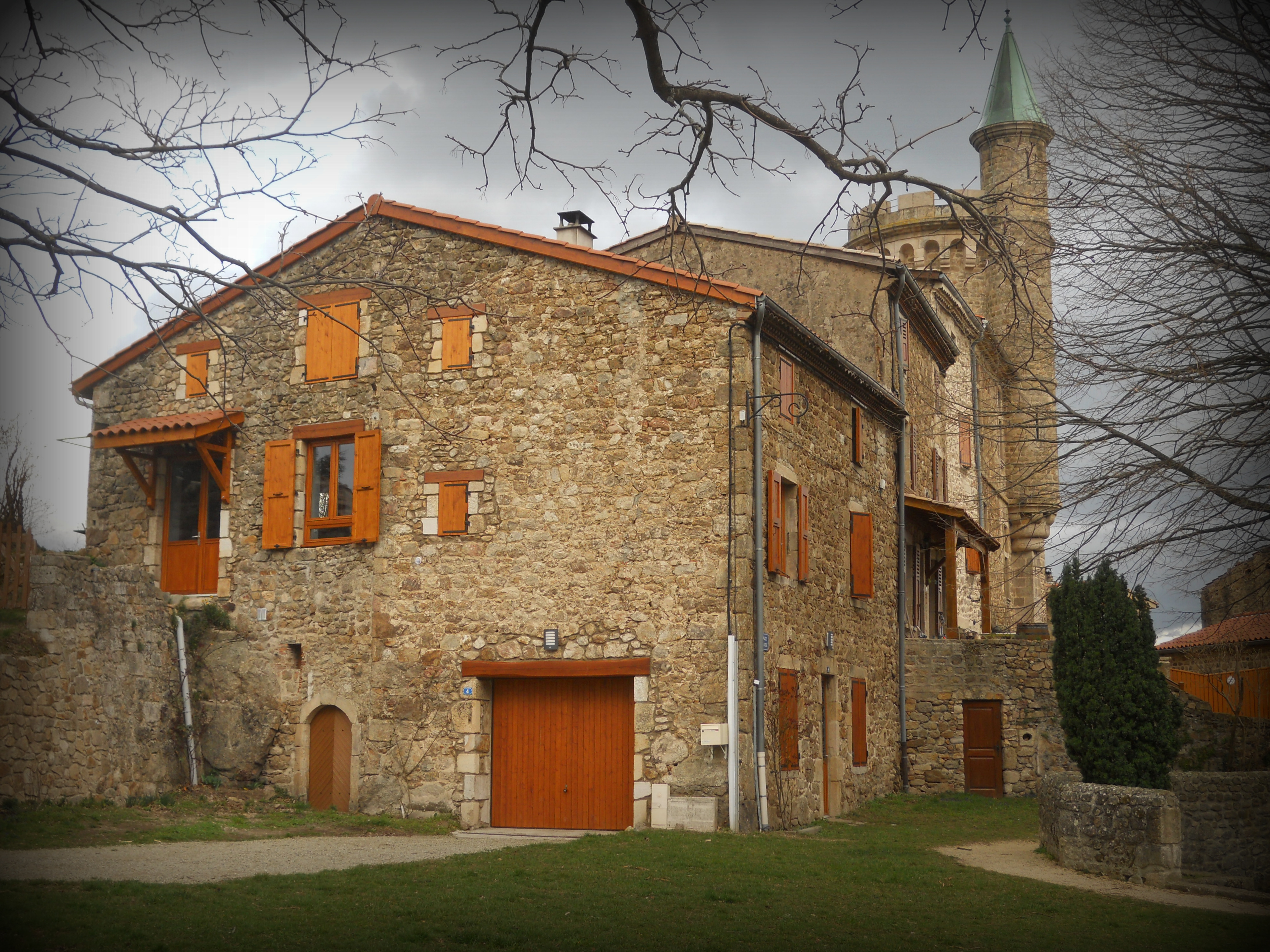
Maison près du château de Virieu (quartier de Virieu).
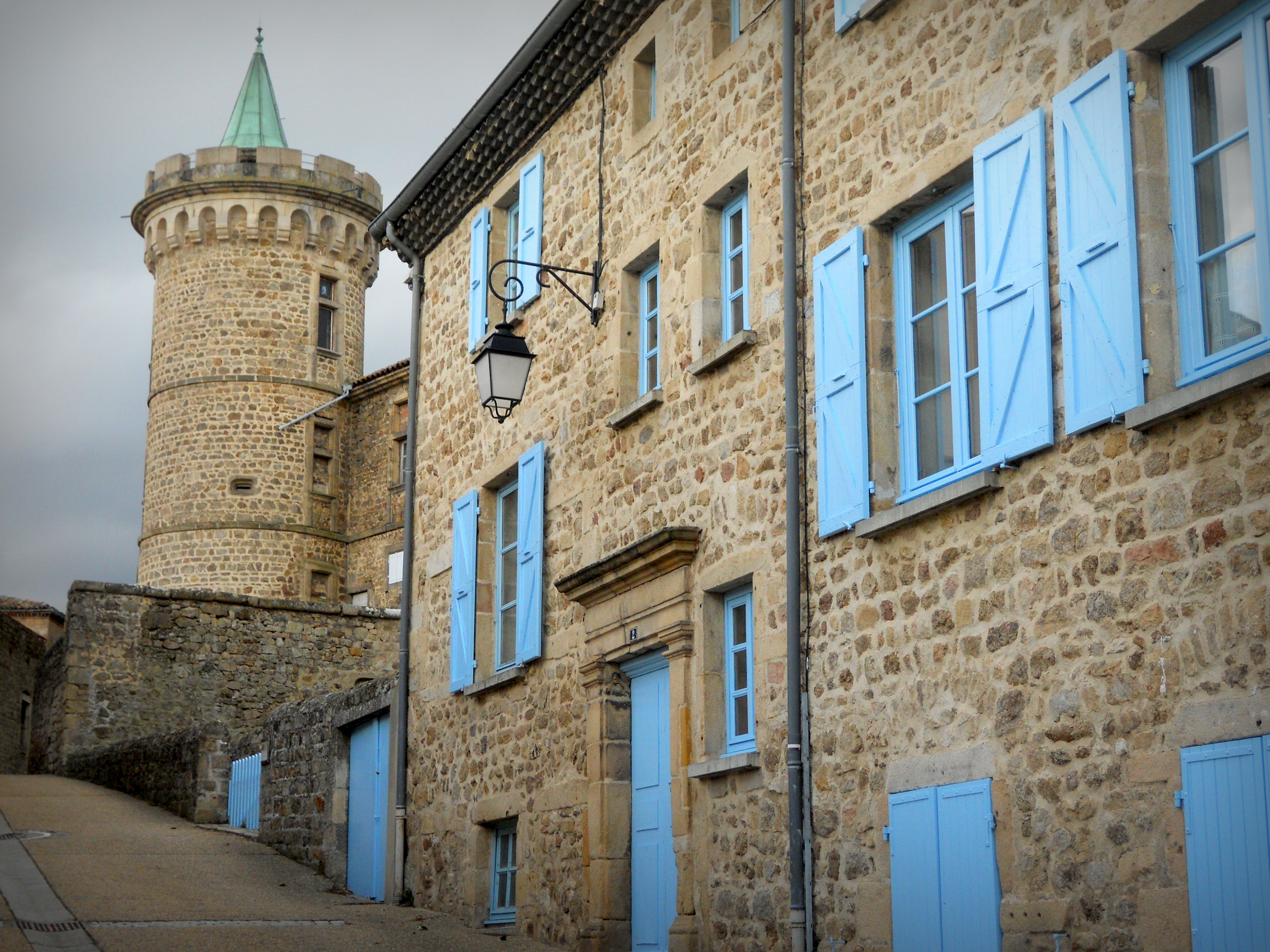
Maisons près du château de Virieu (quartier de Virieu).